# Edat mitjana de Catalunya
L'edat mitjana de Catalunya és el període històric en què Catalunya assoleix progressivament una personalitat jurídica pròpia, associada a un context geogràfic determinat. I també és el període en què neix el català com a llengua diferenciada del llatí i de les altres llengües romàniques, alhora que gaudeix de la seva màxima esplendor com a llengua literària i oficial, tant als comtats catalans com a la Corona d'Aragó. En aquest període es va produir la següent cronologia d'esdeveniments històrics:

## Invasió musulmana

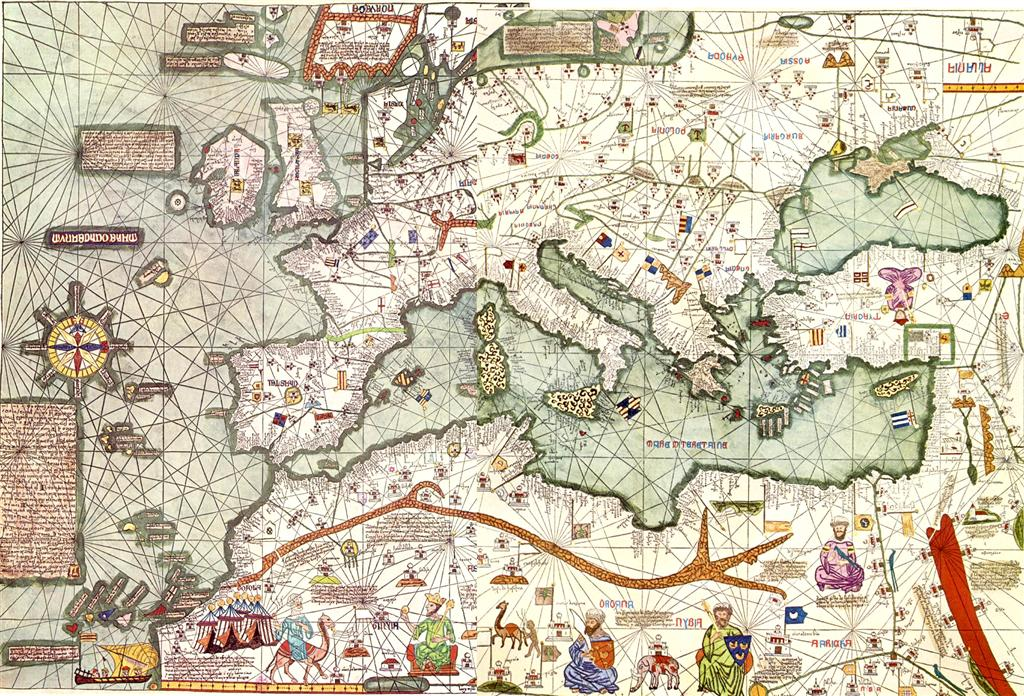
Una part de l'Atles Català d'Abraham i Jafudà Cresques

La primavera del 713 Abd-al-Aziz ibn Mussa, fill de Mussa ibn Nussayr, governador de Kairuan, firmava un pacte de capitulació amb el noble Teodomir, el Tractat de Teodomir, pel qual aquest reconeixia la sobirania islàmica i passava a administrar un ampli territori que abastava les conques dels rius Segura i Vinalopó, la futura kura de Tudmir, amb el seu centre a Oriola. Aquest és el punt de partida de la islamització del Xarq al-Andalus, per la costa mediterrània ibèrica.
Després de la ràpida invasió musulmana d'Hispània (711 - 718), aquesta es constitueix com una província depenent del califat de Damasc. Els seus governants van fixar la seva capital a la ciutat de Còrdova i van rebre del califa de Damasc el títol de valí i envairen la Gàl·lia.
Inicialment els musulmans no eren massa nombrosos i només anaven a l'ocupació de les places importants, la qual cosa els va obligar a deixar, de moment, àmplies bosses lliures.

## Conquesta carolíngia
Els francs, liderats per Carles Martell, aturaren els peus dels àrabs a la batalla de Tours l'any 732 i així cessà l'embat musulmà dins el Regne dels Francs. A partir de llavors, els francs emprengueren la conquesta d'Hispània per tots dos costats dels Pirineus. Els territoris conquerits dins Espanya conformaren un territori fronterer anàleg a les altres marques de l'Imperi, el qual de vegades ha estat anomenat Marca Hispànica; no obstant això, aquests territoris no conformaren cap unitat governada per un marquès i diversos autors han posat en qüestió el concepte.
La conquesta d'Hispània tengué fruits diferents a cadascun dels caps dels Pirineus; així, mentre que fou fallida la campanya contra Saraqusta que va acabar amb la derrota a la batalla de Roncesvalls, la conquesta franca dels territoris hispans orientals va començar el 759 al Rosselló i va concloure amb la conquesta de tota la Catalunya Vella, estructurada en comtats. El 785 les mateixes elits locals que havien capitulat als musulmans, lliuraren la ciutat de Girona, que estava governada pel valí Matruh ibn Sulayman, a Carlemany; el 798 caigueren Vic i Cardona, i finalment, el 801 caigué Madinat Barshiluna.

## Els comtats catalans
Els comtats catalans són els comtats que aparegueren formats als volts de l'actual Catalunya arran de la conquesta carolíngia. Immediatament després de la conquesta carolíngia, als territoris pirinencs en poder dels francs, hom hi troba la menció d'uns districtes politicoadministratius -Pallars, Ribagorça, Urgell, Cerdanya, Barcelona, Girona, Osona, Empúries, Rosselló- que reben el nom de comtat, dins dels quals, com a subdivisió, hi existeixen d'altres circumscripcions menors, els pagi (pagus en singular), com, per exemple, Berga o el Vallespir.

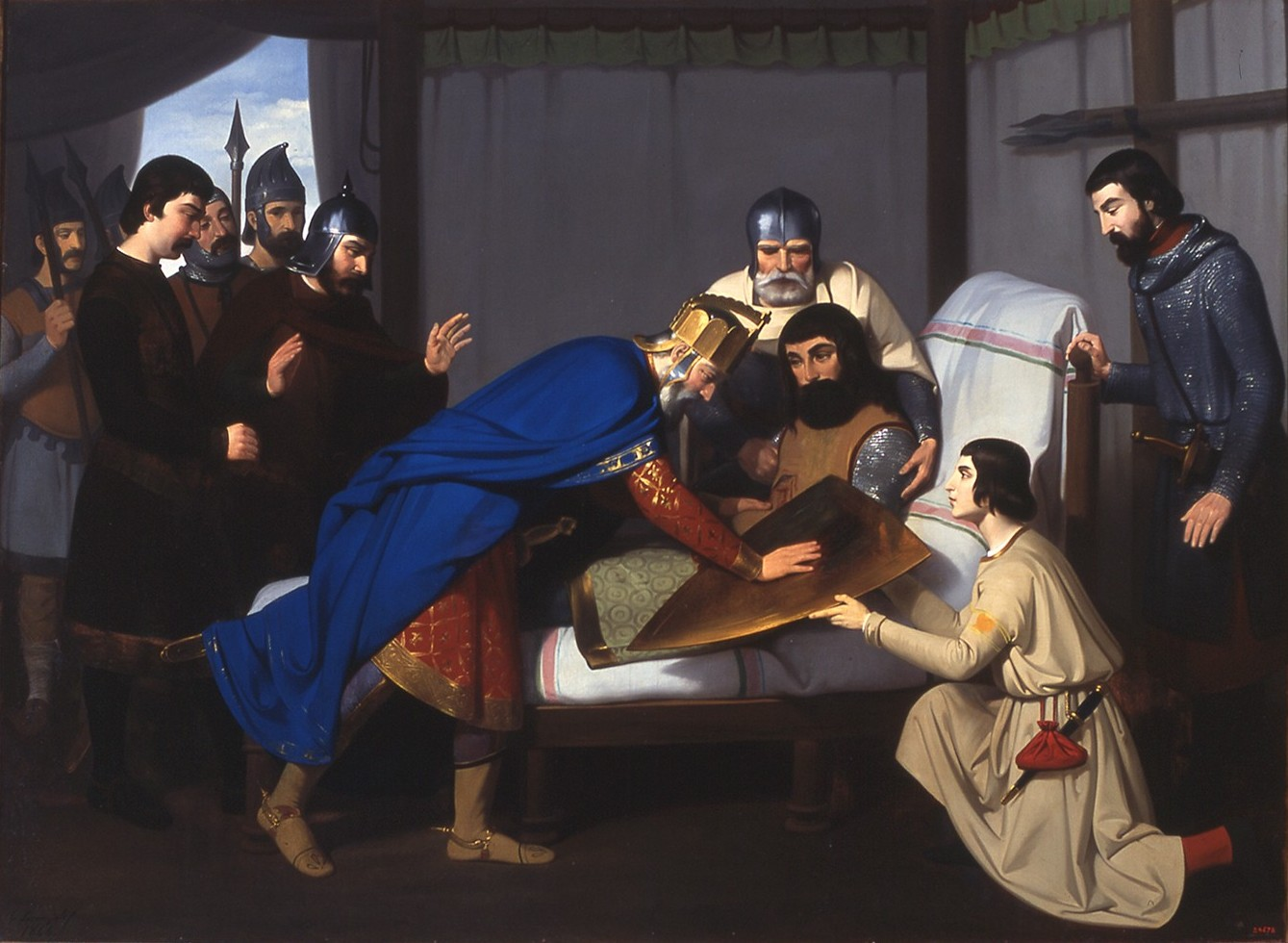
Origen de l'escut del comtat de Barcelona (Reial Acadèmia Catalana de Belles Arts de Sant Jordi). Seguint el que diu la llegenda Claudi Lorenzale pinta (1843-1844) el moment en què Carles II estén els seus dits en l'escut de Guifré I, creant l'escut d'armes del Comtat de Barcelona.

L'origen d'aquests comtats i pagi es remunta a èpoques anteriors als carolingis, tal com testimonia la freqüent coincidència entre els seus límits i els dels territoris d'antigues tribus iberes; com a mostra, el comtat de Cerdanya es corresponia amb el país dels ceretans, el d'Osona amb el dels ausetans, i el pagus de Berga amb el dels bergistans o bargusis. En conseqüència, aquests territoris forçosament haurien d'haver tingut alguna entitat politicoadministrativa en temps dels romans i dels visigots, encara que no s'anomenessin comtat, ni haguessin estat governats per comtes en època dels reis de Toledo; en la monarquia visigoda, els comtes, situats en jerarquia per sota dels ducs, la màxima autoritat provincial, governaven només les ciutats, circumscrivint la seva autoritat exclusivament a l'àmbit urbà, sovint delimitat per muralles, deixant de banda el districte rural dependent de la ciutat. Així doncs, per organitzar els territoris guanyats al Pirineu, els francs no crearen cap entitat nova, sinó que es limitaren a seguir les establertes en la tradició ètnica i cultural del país.

## Independència dels francs
Els comtats com a nuclis territorials i amb el suport de l'església, es van anar independitzant (826-987). Guifré el Pelós guanyà el dret de possessió per al seu llinatge del rei de França. Fins aleshores, els comtes eren funcionaris carolingis nomenats per lliure disposició del rei. Lligant la possessió dels comtats al seu llinatge, va unificar els comtats d'Urgell, Cerdanya, Barcelona i Girona, progressivament més autònoms dels francs. Borrell II va oficialitzar la independència, en negar-se a jurar lleialtat al monarca que no havia ajudat els catalans davant un saqueig musulmà. La societat d'aquesta època era fortament rural. Cada nucli de població produïa el que necessitava, hi havia poc excedent i poc comerç, tret de les ciutats. Barcelona va anar guanyant importància.

## Feudalisme a Catalunya
El feudalisme a Catalunya (987-1136) es va desenvolupar com a la resta del continent europeu. El feudalisme a Catalunya es desenvolupà al llarg del període carolingi a causa del creixement econòmic i demogràfic que, de manera lenta però progressiva, va capgirant les relacions de força al si de la societat.
A mitjans del segle xi es va completar la rompuda de les terres interiors de la Catalunya Vella i s'inicià una pressió sobre la frontera que no va culminar fins al segle xii amb la conquesta de la Catalunya Nova. La lentitud del moviment colonitzador de la frontera repercutí sobre la condició de la pagesia catalana que, mancada de terres suficients, es va afeblir i fou víctima fàcil de l'opressió exercida pels poderosos, les nobleses laica i eclesiàstica.
Aquest procés de senyorialització i feudalització va anar estretament lligat a la minva de l'autoritat central durant la primera meitat del segle xi, i explica que, en el marc dels castells, els veguers, independitzats del comte, fessin ús i abús de la seva autoritat de manera arbitrària.
Els trasbalsos dels anys 1040 a 1060 són un episodi d'un moviment que va esclatar a tot l'Occident europeu, encapçalat per l'aristocràcia, que no dubtà a apoderar-se directament dels òrgans de poder. És el període conegut com el feudalisme que va tenir com a desenllaç l'emergència d'una multitud de petites senyories locals, hereves dels principats territorials d'època carolíngia.
Com que l'autoritat pública més forta a Catalunya al final del segle x era la dels comtes de Barcelona, que posseïen els comtats de Barcelona, Girona i Osona, el futur polític del país va dependre, en gran part, de la capacitat de resistència que aquests comtes van tenir enfront dels feudals.

## La Corona d'Aragó

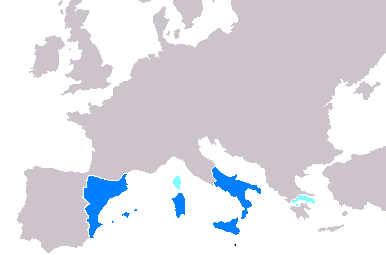
Màxima extensió de la Corona d'Aragó.

Corona d'Aragó (en aragonès: Corona d'Aragón, en llatí: Corona Aragonum; coneguda també per altres denominacions) fou el conjunt de territoris que estigueren sota la jurisdicció del rei d'Aragó des del 1162 i fins al 1715. Aquest conjunt territorial estigué format inicialment pel regne d'Aragó i el comtat de Barcelona, i malgrat que al llarg dels segles s'hi incorporaren d'altres territoris, el conjunt patrimonial d'Aragó i Barcelona restà sempre unit. El seu naixement és fruit de la unió dinàstica sorgida del matrimoni entre el comte de Barcelona Ramon Berenguer IV i la reina Peronella d'Aragó el 1137, que donaren en herència els seus territoris i títols al seu fill i successor comú, Alfons el Cast, primer rei d'Aragó i comte de Barcelona (1162-1164). L'estructuració política del conjunt territorial transcendí la unió dinàstica inicial i s'organitzà com una federació d'estats medievals (1319) respectant les singularitats de cada territori i desenvolupant-hi una estructura política equivalent i similiar entre si: Corts, Generalitats i Constitucions, coordinant la política exterior conjunta i convergint la diversitat dels estats en la figura unitària dels sobirans del Casal d'Aragó del llinatge dels comtes de Barcelona, la corona i el títol principal dels quals era el de ser reis d'Aragó. La mort sense hereu de Martí l'Humà (1410) suposà l'extinció del llinatge dels comtes de Barcelona i l'adveniment de la Dinastia Trastàmara a la Casa reial d'Aragó.

## Catalunya a la Corona d'Aragó

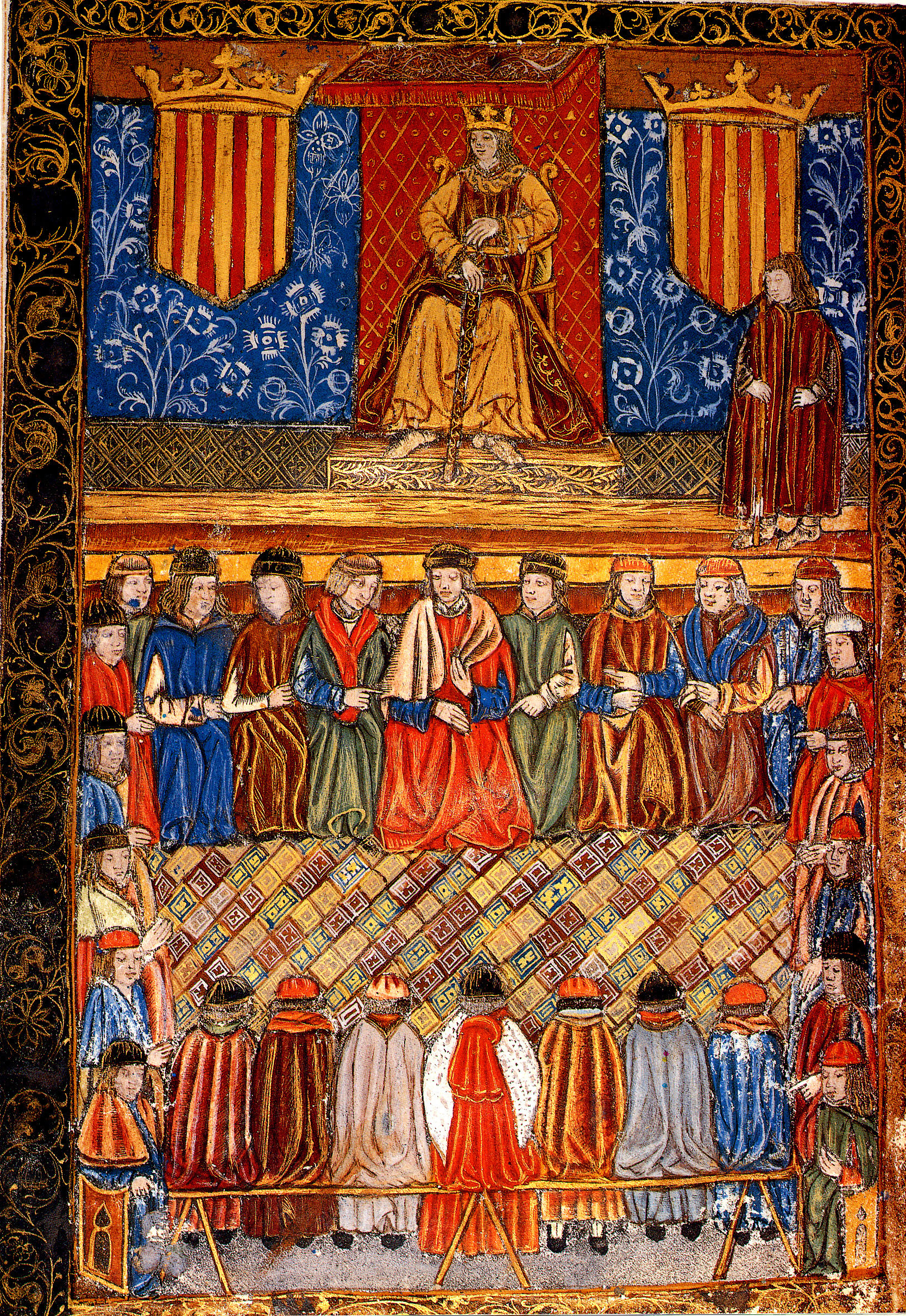
Les Corts Catalanes segons una miniatura d'un incunable del.

Catalunya té un paper principal a la Corona d'Aragó des de la creació d'aquesta amb la unió dinàstica de Ramon Berenguer IV de Barcelona amb Peronella d'Aragó. Malgrat que Catalunya només era un comtat (amb el vassallatge d'altres territoris menors) i s'unia al Regne d'Aragó, mai no va estar supeditat a aquest sinó que va ser una part més del territori. Els comtes de Barcelona tampoc van aprofitar mai l'avinentesa de què havien assolit el títol de rei per proclamar regne Catalunya sinó que s'hi van referir sempre com a comtat.
Catalunya mantingué autonomia pròpia, amb la Generalitat de Catalunya i les Corts Catalanes. Als territoris conquerits se li imposaven els usatges. L'autonomia fou clarament reconeguda en el Compromís de Casp quan va ser una de les parts que va enviar emissaris per tal de votar el nou governant.
Durant aquest període, Catalunya va patir grans conflictes, com el de la Busca i la Biga, el conflicte remença o la Guerra Civil Catalana. En aquest darrer, la Generalitat de Catalunya va proclamar breument la independència de Catalunya respecte a la Corona d'Aragó en deixar de reconèixer el governant comú de tota ella i buscar-ne un de particular.
En el regnat de Pere el Cerimoniós es van establir els fogatges que permeten de seguir l'evolució demogràfica de Catalunya. El tret més cridaner d'aquests registres és la gran davallada poblacional que va produir-se a Catalunya al Segle XIV. Aquesta evolució demogràfica és atribuïble a dos factors: un l'elevada incidència de la pesta negra i l'altre l'emigració a territoris conquerits com el Regne de València.

## Expansió de la Corona d'Aragó (1136-1349)

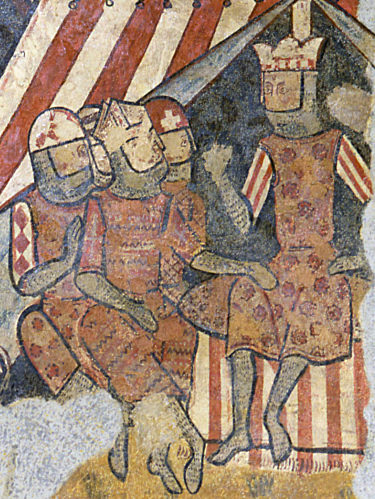
El rei Jaume I d'Aragó amb el bisbe de Barcelona Berenguer de Palou i els magnats Bernat de Centelles i Gilabert de Cruïlles durant la Conquesta de Mallorca (1229)
(Frescos del Palau Aguilar de Barcelona. MNAC)

Els monarques aragonesos (especialment Jaume I) van conquerir als sarraïns gran part dels territoris que avui dia s'anomenen països catalans, expandint el català com a idioma de cultura. A més, una potent flota naval va expandir el comerç català medieval per la Mediterrània, fins al punt que la llegenda diu que "ni un peix gosava nedar sense les quatre barres". L'administració del govern dels territoris catalans es feia a través de les Corts Generals (1214), de la Diputació del General (1359) i de les administracions locals, entre les quals destaca el Consell de Cent de Barcelona.
Els segles xiii i xiv són el període de la gran expansió territorial i marítima per la conquesta i la colonització de noves terres, a la Península i a la Mediterrània, i per la cristal·lització d'una nova societat i institucions polítiques.
Sota direcció dels reis del Casal d'Aragó Jaume el Conqueridor (1213-1276), Pere el Gran (1276-1285) i Alfons el Franc (1285-1291), els estaments catalans van emprendre la conquesta i el poblament de les Illes Balears i el País Valencià, amb el concurs, en aquest cas, dels aragonesos.
En aquesta etapa de plenitud, les tensions socials i polítiques van ser amortides pels guanys de la prosperitat que, malgrat tot, es van repartir de manera desigual. Els estaments i els monarques, reunits a les Corts Catalanes, van dissenyar la política i van trobar els recursos per a dur-la a la pràctica, la moneda va circular abundantment, la producció agrícola i industrial va assolir uns nivells alts i el comerç mediterrani va fer de motor econòmic del conjunt. Les institucions polítiques es perfeccionen, els mètodes mercantils milloren i es creen noves espècies monetàries per a fer front a un intercanvi de més abast. També l'art i la cultura escrita assoleixen unes fites de perfecció fins aleshores desconegudes.
Aquesta etapa va estar caracteritzada arreu per una sèrie de factors econòmics encadenats: creixement de la població, creixement de la superfície cultivada i del volum de producció, increment global del volum d'ingressos senyorials (sostracció), tendència a la baixa de l'aportació de cada família pagesa a aquests ingressos (tendència a la baixa de la taxa de sostracció), explicable pel creixement ininterromput.

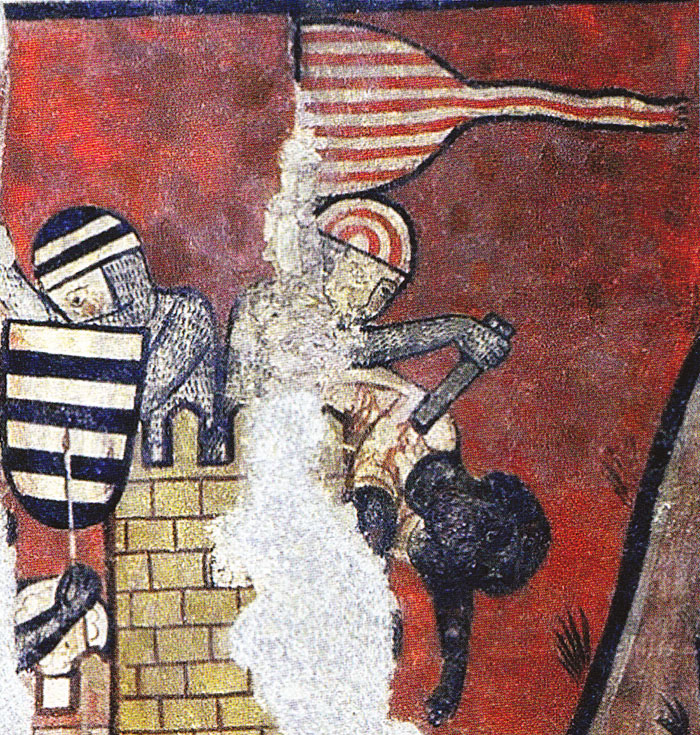
Assalt final sobre Madina Mayurqa el 31 de desembre de 1229. L'efermèride es commemora anualment a Mallorca durant la Festa de l'Estendard. Després de la conquesta la població sarraïna fou esclavitzada i Mallorca esdevingué l'empori de tràfic d'esclaus més importat de la mediterrània occidental.(Frescos del Palau Aguilar de Barcelona. MNAC)

### Conquesta de Mallorca
Un grup de prohoms catalans presidits per Jaume I es van reunir a casa del mercader Pere Martell, a Tarragona, per preparar la conquesta de Mallorca (1228). L'any següent, el 5 de setembre de 1229 l'estol català surt de Salou, Cambrils i Tarragona, i conquereix Mallorca a Abū al-`lā Idrīs al-Mā'mūn ben al-Manṣūr: desembarca a Santa Ponça i venç els moros a la batalla de Portopí. Presa Madina Mayurqa el 31 de desembre 1229, comença la repoblació amb pagesos de l'Empordà (1236).

### Conquesta del Regne de València
La conquesta de València va començar el 1232. El 1238, tropes catalanes i aragoneses entren a la ciutat de València, que depenia del califa de Bagdad al-Mustansir Billah. El Regne de València va ser repoblat per catalans i aragonesos: els primers van ocupar preferentment les comarques del litoral, que ara són de parla catalana, i els segons van ocupar preferentment les comarques interiors.

### Incorporació de Sicília
La incorporació de Sicília als dominis del Casal de Barcelona no va ser tant el fruit d'una conquesta com d'un maridatge, i no va ser tant un projecte dels estaments com de reivindicació d'interessos dinàstics: el fill de Jaume I, Pere el Gran, es va casar quan encara era infant (1262) amb Constança Hohenstaufen, princesa siciliana pertanyent a la família imperial d'Alemanya que regnava a Sicília. El matrimoni formava part de les aliances entre els sobirans de la Mediterrània per a ajudar-se mútuament contra els seus enemics i fer més sòlida la seva posició política.
Sicilians i catalans tenien interessos comuns al Mediterrani occidental i al nord d'Àfrica, però es veien amenaçats per l'hegemonia francesa, sobretot després que la derrota de la coalició catalanooccitana a Muret (1213) i el matrimoni dels fills de Lluís VIII de França, Lluís IX i Carles I d'Anjou, amb Margarida i Beatriu de Provença, respectivament, va posar tot Occitània, inclosos els estratègics ports provençals, a mans franceses. Començava la Guerra de Sicília (1282-1289).

### Articulació social i política del pactisme
La pràctica del pactisme polític procedeix dels segles xi i xii, quan els llinatges feudals de barons i cavallers van crear les anomenades institucions feudovassallàtiques, que consistien en formes específiques internes d'aliança, en serveis mutus i en la redistribució de l'excedent amb l'objectiu de mantenir l'hegemonia social. Aquestes aliances, que es teixien ensems verticalment (entre senyors i vassalls) i horitzontalment (de poder a poder), van culminar en el pacte dels més poderosos amb el príncep (el rei d'Aragó i comte de Barcelona). L'objectiu era articular el poder de l'aristocràcia amb l'estat per a servir-se'n, és a dir, per a fer de l'estat el màxim garant de l'ordre feudal.
El príncep, que surt reforçat d'aquesta articulació, és el primer dels senyors feudals i dona feus a canvi de serveis; manté els vassalls en el seu rang; fa d'àrbitre en els conflictes entre poderosos, etc. També, per influència de l'Església i per vocació pròpia, reivindica el control de l'ordre públic i la fi de les guerres privades.

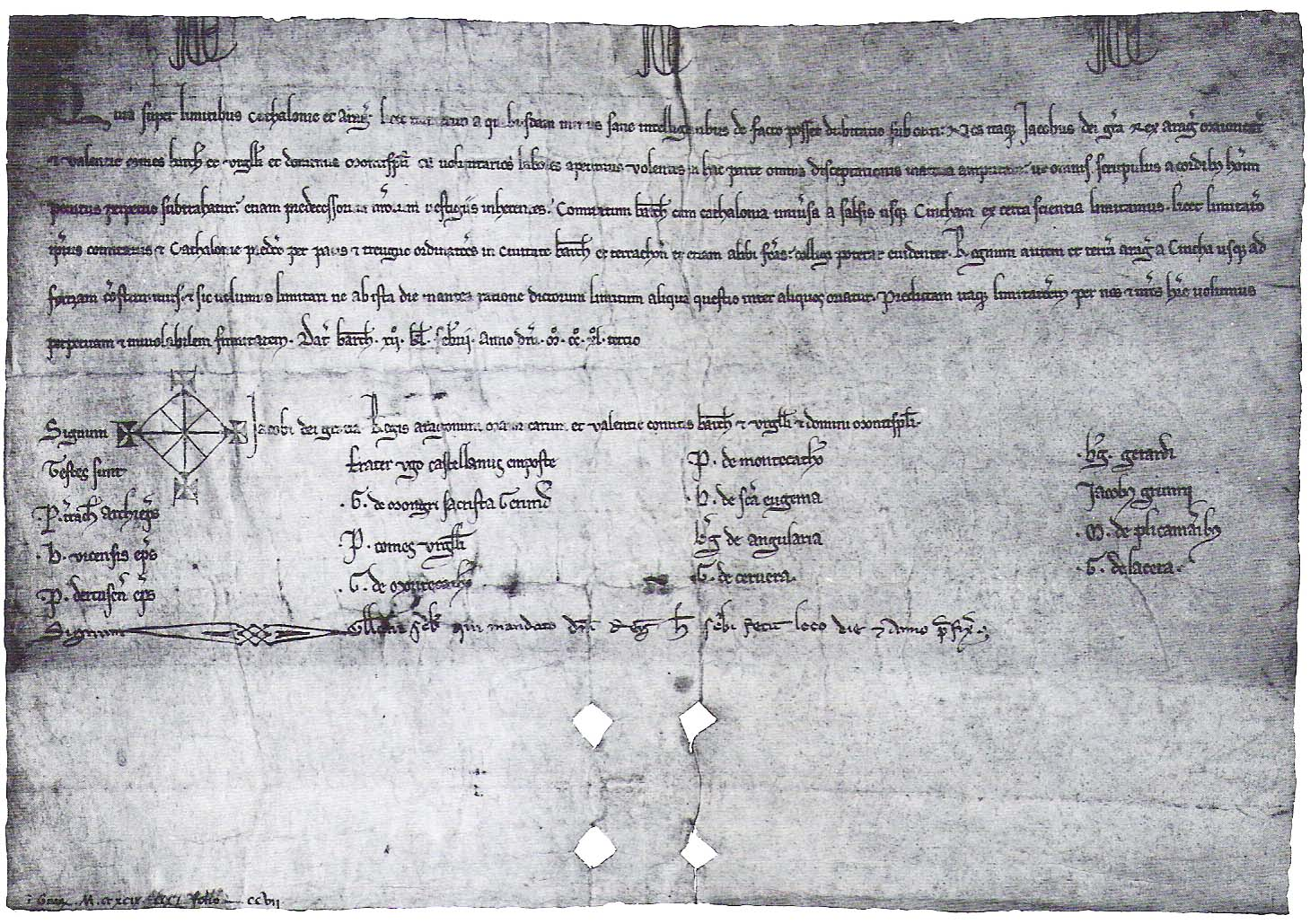
En les assamblees de Pau i Treva de Déu de 1214, 1218 i 1225 s'ampliaren els límits de Catalunya definint-los «des de Salses fins al Cinca». Amb motiu de les resolucions testamentàries de Jaume I d'Aragó, el 1243 i el 1244 el rei ratificà novament els límits entre Catalunya i el regne i terra d'Aragó, quedant aquest «des del Cinca fins a Ariza»: «Quia super limitibus Cathalonie et Aragonum (...) predecessorum nostrorum vestigiis inherentes comitatum Barchinone cum Cathalonia universa a Salsis usque Cincham ex certa scientia limitamus (...) Regnum autem terram Aragonum a Cincha usque ad Ferizam consituimus»
(ACA, Canc. Perg. Jaume I, n. 935 d.)

En una primera fase, l'articulació del poder dels llinatges feudals amb l'estat es fa pel pacte personal i directe entre el príncep i cadascun dels magnats, sobre la base de la idea del privilegi, és a dir, la posició politicojurídica de les grans famílies que el príncep es compromet a respectar i fer respectar. A canvi de mantenir els privilegis i el poder dels magnats (càrrecs, feus i honors), i d'incrementar-los si cal, el príncep es converteix en el senyor dels senyors feudals, dels quals rep serveis i consell. En aquest sentit la sobirania feudal és una sobirania limitada: el príncep no pot intervenir en els afers domèstics dels seus magnats ni a la inversa, i cadascú ha de viure de les rendes de les seves senyories. El príncep no pot intervenir, per exemple, en les pugnes entre nobles i pagesos. El pacte feudal, establert personalment i directament entre el príncep i cadascun dels magnats, s'havia de renovar de manera col·lectiva en assemblees presidides pels comtes, sobretot quan es produïen canvis de titular en el comtat i els vassalls demanaven al nou senyor la ratificació dels privilegis, feus i honors de què fruïen. Aviat el lligam polític entre els comtes-reis i la noblesa, que deriva del pacte feudal, es va fer extensiu a l'Església per mitjà de les assemblees de Pau i Treva de Déu, sobretot durant el segle xii, quan els comtes les començaren a presidir.
Finalment, la dinàmica de creixement del sistema feudal va permetre als homes de negocis (el patriciat) aflorar al món de la política durant el segle xiii i un nou equilibri a tres bandes (noblesa, Església, burgesia) que va reforçar el paper arbitral del príncep. No és estrany que la noblesa, havent perdut el monopoli del poder i veient-se amenaçada en els seus privilegis, se sentís inquieta i es revoltés en temps de Jaume I i Pere el Gran. L'estabilitat s'aconseguí finalment amb la cristal·lització de les institucions polítiques de govern. El rei, en ser investit amb la potestat règia, es comprometia a respectar les lleis i els costums de la terra, i el poble a guardar-li fidelitat. Com a autoritat superior, tenia poder militar, legislatiu i judicial; li corresponia, a més, el govern del regne, el manteniment de la pau pública, el nomenament i la deposició dels oficials públics i l'administració de la hisenda reial. Els monarques podien delegar temporalment l'exercici de la potestat règia durant les seves absències, i, de manera permanent, tenien representants en els regnes o estats de la Corona. Eren els procuradors generals i lloctinents o virreis.

## Vers la fi de la dinastia autòctona delscomtes de Barcelona(1349-1412)
El títol va aparèixer el segle ix, quan els comtes de Barcelona eren funcionaris politicoterritorials de l'Imperi Carolingi, controlant el Comtat de Barcelona, situat a la frontera austral de l'imperi, a la part meridional de la Gòtia i part del nord de la península Ibèrica.
Degut a la situació política de la Francia Occidentalis, territori occidental del descompost imperi dels carolingis, el comte de Barcelona, Guifré I el Pilós aconseguí deixar els comtats de la Gòtia, que ell controlava com a herència pels seus fills, començant així la dinastia del Casal de Barcelona, que un segle més tard, pel trencament del pacte de vassallatge produït entre el comte de Barcelona Borrell II i el sobirà del Regne de França, aquesta dinastia de funcionaris esdevingué, al segle x, sobirana del Comtat de Barcelona.
Amb el temps i de forma progressiva, a partir del nucli barceloní, els sobirans catalans foren adquirint i/o posant sota vassallatge la resta de Comtats catalans, formant l'estat conegut com a Principat de Catalunya, tot mantenint l'antic, tradicional i honorable títol de comte de Barcelona com a honor principal. Aquest estat principesc existí i fou integrat des del segle xii a la monarquia composta, coneguda com a Corona d'Aragó, quan els sobirans catalans del Casal de Barcelona esdevingueren reis d'Aragó, adoptant el nom de Casal d'Aragó.
Al llarg de l'edat mitjana el comtes de Barcelona i reis d'Aragó, constituïren un imperi mediterrani afegint a les seves possessions estats principescos com els regnes de Mallorques, València, Múrcia, Sicília, Sardenya, Còrsega, Nàpols, i Navarra, el Principat d'Andorra, els ducats d'Atenes i Neopàtria, i diversos comtats, vescomtats, senyories i baronies a Occitània, Grècia, Malta i l'illa de Gerba (s'ha de dir que no tots estigueren sota domini alhora, i molts es perderen abans de l'època Moderna).
Al segle xv, amb l'extinció de la dinastia catalana dels Aragó, els estats de la Corona d'Aragó, a causa del Compromís de Casp, a entronitzar a una branca menor de la dinastia Trastamara regnant a Castella. Durant la Guerra Civil Catalana, el Principat de Catalunya canvià de sobirà en tres ocasions entronitzant a reis i prínceps de les dinasties Trastàmara de Castella, Avís de Portugal i Anjou de Provença.
El Compromís de Casp (1412) fou una reunió de nou notables, representants dels estats d'Aragó, València i Catalunya (tres per país), que tenien per objectiu decidir qui succeiria l'últim rei del casal de Barcelona Martí l'Humà (mort el 1410). Els tres estats s'havien compromès prèviament a respectar, fos quina fos, la decisió dels nou notables. Fou escollit el castellà Ferran de Trastàmara dit "el d'Antequera", en detriment de l'altre candidat Jaume II d'Urgell. fou fruit d'un interregne de dos anys molt violents, amb invasions castellanes, influències del Papa Luna i un conjunt de circumstàncies que acabaren determinant l'elecció de Ferran abans i tot que tingués lloc el Compromís.
Amb l'adveniment de Ferran el Catòlic al tron, el Principat català, juntament amb la resta de la Corona d'Aragó, quedà integrat a la Monarquia catòlica, per passar a formar part de la monarquia hispànica dels Habsburg, on romangué fins a la Guerra de Separació, desapareixent la categoria de Principat i el títol durant l'existència de l'efímera República catalana de 1641. Tanmateix, degut a l'evolució de la guerra, reapareixeran esdevenint possessió de la Monarquia francesa dels Borbó.
El 1652 Felip II d'Habsburg, tornà a esdevenir comte de Barcelona, quedant el Principat de Catalunya integrat novament a la monarquia hispànica. A causa de la Guerra de successió, les institucions i constitucions de l'Estat català foren abolides, i el Principat de Catalunya, junt amb la resta d'estats de la Corona d'Aragó, foren annexionats a la Corona de Castella. No obstant això, el títol de Comte de Barcelona continuà essent utilitzat pels monarques hispànics de la dinastia Borbó i el Principat romangué com a ens territorial.
Entre 1812 i 1814 el Principat fou annexionat a l'imperi francès de Napoleó, per més tard desaparèixer, el 1833, essent substituït per quatre províncies del Regne constitucional d'Espanya. El títol caigué en desús per part de la reina Isabel II d'Espanya, fins que durant el franquisme el títol fou recuperat pel pretendent al tron, Joan de Borbó i Battenberg, i en l'actualitat és un dels títols de sobirania del rei d'Espanya.

## Guerra civil catalana
La Guerra civil catalana (1462-1472) és l'enfrontament armat entre Joan II d'Aragó i els remences d'una part, i les institucions catalanes: Consell del Principat (Diputació del General i Consell de Cent) de l'altre, per tal de tenir el control polític del Principat de Catalunya. La mort de Carles de Viana –protegit de Catalunya i enfrontat amb el seu pare Joan II- serà l'excusa per a formalitzar l'inici d'un enfrontament que, de fet, es venia covant des del seu predecessor Alfons el Magnànim.
Tanmateix, la guerra és el resultat d'una controvèrsia política que enfronta la monarquia i l'oligarquia i entre l'estil absolutista i el pactisme. També és sobre la taula la capacitat política de la Generalitat per assumir la sobirania i governar. Al començar les hostilitats, tota la societat es veu obligada a optar per un o altre bàndol en funció dels seus interessos i ideologies.

### Context social
Comença el segle xv en mig d'una profunda crisi que afectava tota l'Europa occidental i, especialment, Catalunya per la crisi de subsistència en la població, la crisi demogràfica a causa de l'epidèmia de la pesta Negra, que afectà especialment el camp, la crisi financera, amb un gran endeutament de les institucions públiques, i la reducció del volum i els guanys del comerç internacional.
A Catalunya destaca especialment la crisi social agrària, amb l'aparició del moviment remença, que reivindica la supressió dels mals usos. En l'aspecte polític, la concepció autoritària de la monarquia topa, per un costat, amb la creixent força de les institucions i els poders econòmics i, en l'entorn rural, amb la noblesa, la qual també presenta fortes tensions amb els seus serfs.

### Conseqüències per a Catalunya
La Generalitat va patir un fort desprestigi en acabar la guerra, no tan sols per haver estat el bàndol perdedor, sinó perquè concentrà les crítiques de tots els sectors: els pactistes l'acusaven d'haver menystingut les revoltes agràries i del replegament dels mercats cap a altres latituds; les classes baixes, empobrides per la guerra, patien les mesures fiscals necessàries per a recuperar la hisenda. Econòmicament, la Generalitat estava exhausta i no va poder tornar els préstecs que li havien concedit el Consell de Cent i alguns particulars.
A més de la precària situació econòmica deixada per la guerra per la pèrdua de flux de capitals, base d'una economia fins llavors basada en el comerç internacional, cal considerar també que l'expansió de l'Imperi Otomà per la península balcànica, Palestina i el nord d'Àfrica va limitar les rutes des d'Occident cap als ports comercials d'Orient, la qual cosa va contribuir a la decadència del comerç mediterrani.
A més, la Mediterrània havia perdut dimensió com a mercat. El desenvolupament de les ciutats i ports del nord d'Europa configurava una àrea comercial atlàntica que, sumada a les navegacions cap a Amèrica, a finals del segle, i cap a l'Índia vorejant Àfrica, va deixar en un segon terme el comerç mediterrani.
Catalunya, amb l'estructura social malmesa, amb un estat que no podia competir amb altres potències europees i amb la potenciació de Castella per la conquesta i comerç amb Amèrica, restà en una situació estratègica desavantatjosa.
A partir del segle xvi, Barcelona no continuaria sent una ciutat gran i important en el nou marc polític i comercial, ni la potència decisòria que havia estat en el període medieval.

## Formació i consolidació del català a l'edat mitjana

### Conceptes

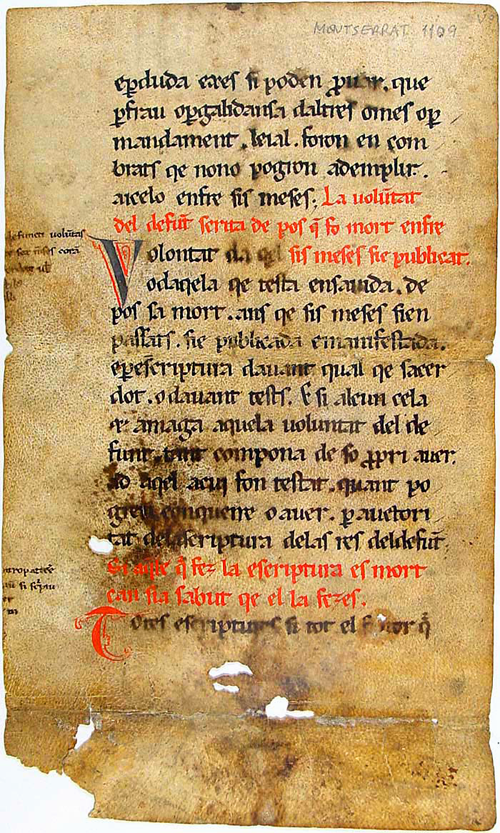
Es considera aquest fragment del Liber Iudiciorum, una compilació de dret visigot, el primer text escrit en llengua catalana derivat de l'original en llatí, cap a finals del.

1. Substrat: influències lingüístiques que s'incorporen al llatí vulgar dels romans que es troben en el nostre territori i que provenen de les llengües que ja hi havia, anteriors a la romanització.
2. Superstrat: influències posteriors a la romanització que s'incorporen a la llengua catalana a partir de les invasions dels pobles germànic i àrab.
3. Adstrat: aportacions lingüístiques de les llengües veïnes.

### L'origen del català

#### La realitat lingüística preromana dels Països Catalans
Del 1000 al 218 aC, s'estableixen al territori que actualment es coneix com a Països Catalans diversos pobles que parlaven llengües diferents: els sorotaptes, els celtes, els fenicis, els grecs o els ibers. Aquestes són les llengües que conformen el substrat del català.
El 218 aC, els romans desembarquen a Empúries i ocupen l'actual territori de Catalunya.

#### La romanització i la substitució lingüística pel llatí

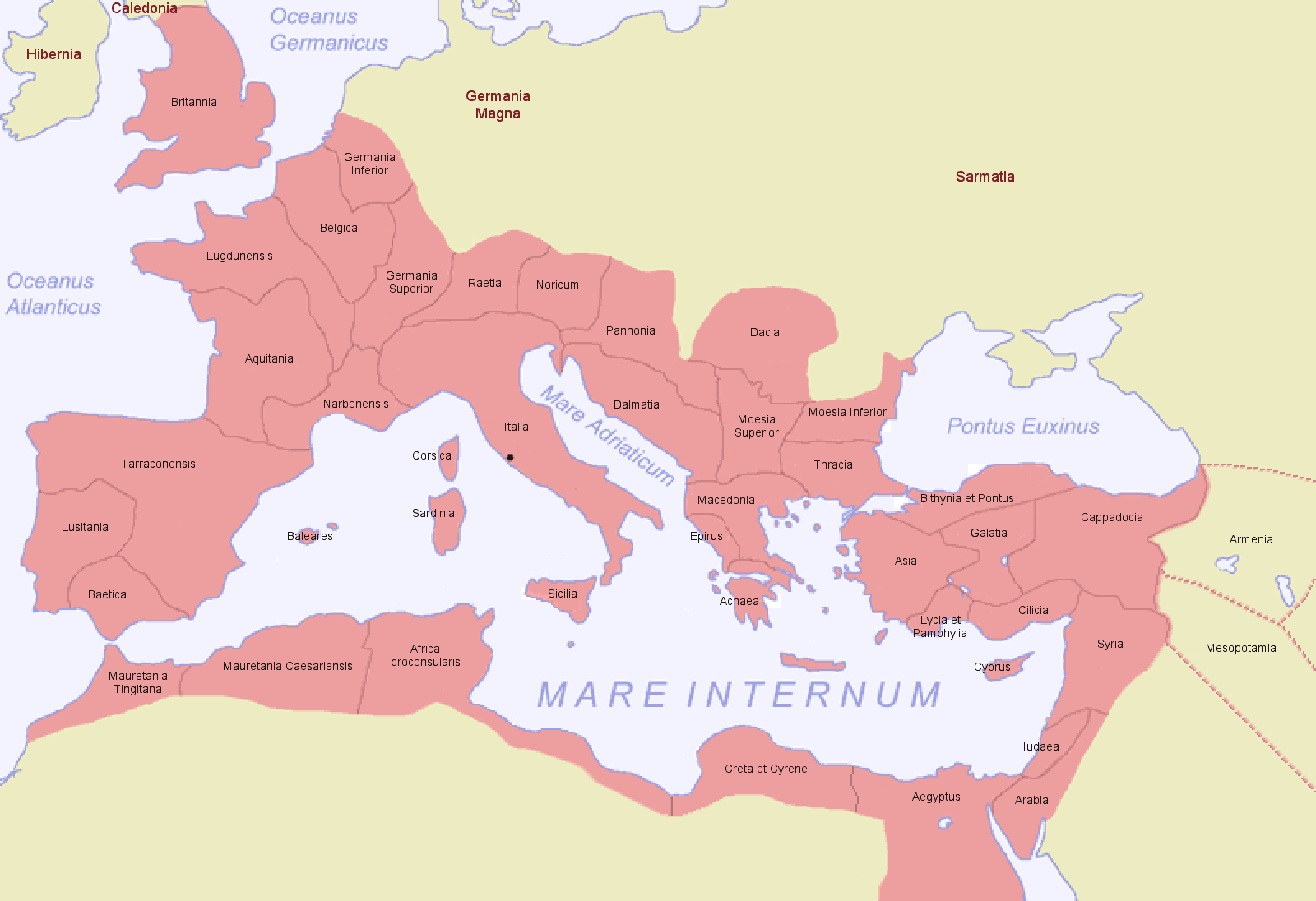
Mapa de l'Imperi Romà l'any 116 d.C.

Tot i haver desembarcat el 218 aC, la romanització del territori no començà fins al segle i aC, i el centre en fou Tarragona. Per "romanització", s'entén el procés d'implantació en el territori de la cultura, les lleis, els costums i la llengua de l'Imperi Romà, que era el llatí. No obstant això, la romanització de Catalunya no va ser uniforme, i hi hagué zones profundament romanitzades, com l'Empordà i la costa en general, al costat d'altres de romanització menys intensa, com la zona d'Olot i la zona de la Catalunya interior; la zona pirinenca occidental no es va romanitzar fins a l'edat mitjana i s'hi parlava una llengua amb basquismes, com indica la toponímia.
De mica en mica, es va produint un canvi lingüístic en aquests territoris, i després d'una etapa de bilingüisme entre el llatí i les llengües indígenes, el llatí s'acaba imposant. No obstant això, s'observa en el llatí parlat de cada territori particularitats fruit de la influència de les llengües indígenes que s'hi parlaven (substrat). D'aquesta manera, des d'un primer moment, hi ha diferències entre el llatí parlat a la península Ibèrica i el d'Itàlia. I encara, dins el llatí de la península també hi ha diferències (era diferent el llatí parlat en una zona del parlat en una altra). Els parlants, però, no tenien encara consciència d'aquestes diferències.

#### El llatí i la formació de la llengua catalana
L'Imperi Romà, al llarg del segle v dC, va començar a descompondre's, i també la unitat que representava el llatí, i aquest fet donà pas al naixement de les llengües romàniques, algunes de les quals són: el galaicoportuguès, el castellà, el català, l'occità, el francès, el sard, l'italià, el romanès i el retoromànic (al cantó suís dels Grisons).
El conjunt d'aquestes llengües, o el lloc on es parlen, és el que es coneix com a Romània. La Romània es divideix en dos blocs: 1) l'oriental (italià i romanès) i 2) l'occidental (portuguès, castellà, català, occità, francès, sard i retoromànic).

### El català preliterari

#### Les invasions germàniques

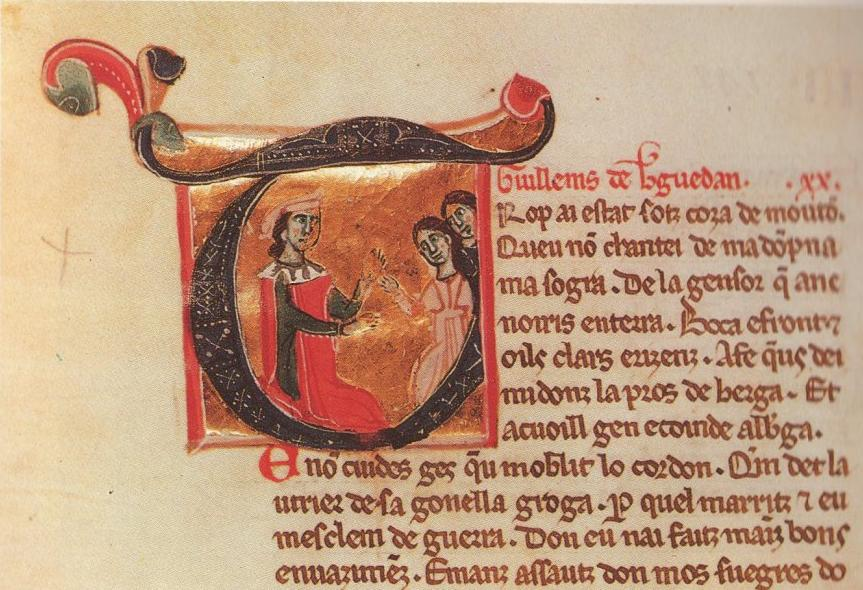
El trobador Guillem de Berguedà amb dues dames.

Aprofitant la decadència de l'Imperi Romà, els visigots començaren a ocupar territoris dominats fins aleshores pels romans. Això s'esdevingué entre els segles V, VI i vii dC. El llegat lingüístic d'aquestes invasions formarà part del superstrat de la llengua catalana. Durant aquest període, que comença amb l'arribada dels germànics a la península Ibèrica, el català es va anar desenvolupant com a llengua oral, apartant-se de l'estructura del llatí i anirà prenent préstecs lèxics tant de les llengües germàniques com de l'àrab. El català preliterari (de vegades anomenat proto-català) era una llengua molt pròxima a l'occità, juntament amb les varietats del qual forma les llengües occitanoromàniques.

#### La invasió musulmana

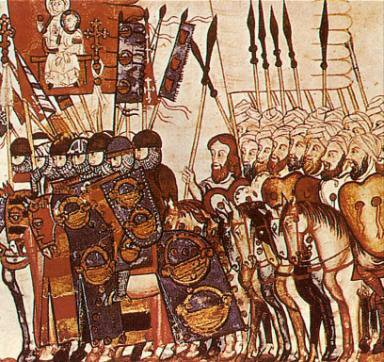
La Reconquesta peninsular

Al segle viii, es produeix la invasió musulmana de tota la Península. Aviat, però, els carolingis van emprendre un projecte de conquesta per a assegurar-se una zona de seguretat davant l'imparable avanç musulmà. Així nasqueren tot un seguit de comtats i la conquesta arribà fins a Barcelona (801), comprenent els territoris que es coneixen com a Catalunya Vella. La conquesta dels territoris del sud de Catalunya, la Catalunya Nova, es va fer esperar fins al segle xii.
La influència de les llengües germàniques i de l'àrab damunt del romanç que es parlava en aquests territoris influí de manera diferent: l'àrab tingué molta més incidència en el català parlat a la Catalunya Nova, sota domini musulmà durant molts anys, que no pas en el de la Catalunya Vella, on la influència del superstrat àrab fou més minsa.

### La formació de la llengua literària

#### La consciència de diferenciació lingüística llatí/català

Mapa cronològic que mostra l'evolució territorial de les llengües del sud-oest d'Europa, entre les quals apareix el català.

Durant aquest període, assistim als grans canvis que es produeixen en el llatí vulgar i que propicien la formació de les llengües romàniques. Gràcies a l'esforç de Carlemany, es produí dins l'Imperi Carolingi, del qual formava part la "Marca", una renaixença intel·lectual (la Renovatio carolingea) que promovia el renaixement de la cultura llatina cristiana. Per fer-ho efectiu, es proposà el restabliment del llatí culte.
El resultat d'aquest intent va ser que la immensa majoria de la gent no entenia el que li deien, i va començar a prendre consciència que aquell llatí que es creien que parlaven havia evolucionat fins al punt de convertir-se en una llengua completament diferent. Dissortadament, i encara que es pensa que la llengua catalana va seguir una evolució paral·lela a la de la resta de les llengües romàniques, la documentació que n'ha perviscut no és pas directa, i no explicita la consciència de diferenciació entre el llatí i el primitiu romanç català.
Per diversos indicis, però, podem afirmar que el català ja era parlat en aquest racó de la península cap al segle viii dC. És a dir, el llatí parlat aquí des dels primers segles de la nostra era havia evolucionat prou com per diferenciar-se de la llengua vulgar de Roma i ser notablement diferent. Això no obstant, els documents de l'època són escrits en llatí (força degradat i en alguns aspectes proper al català).

#### Els primers testimonis de català escrit

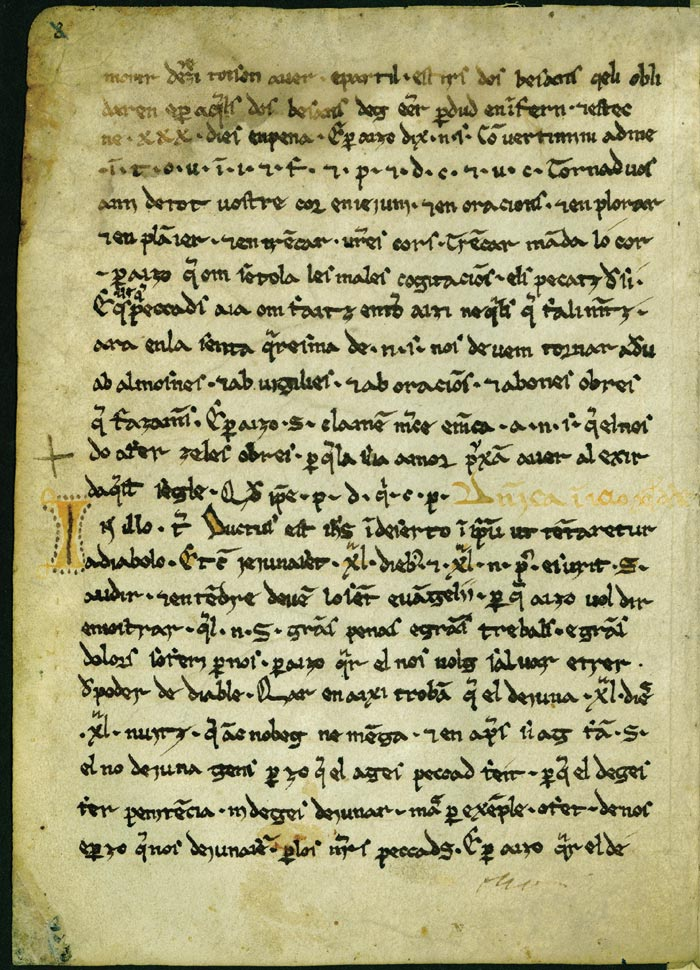
Les Homilies d'Organyà

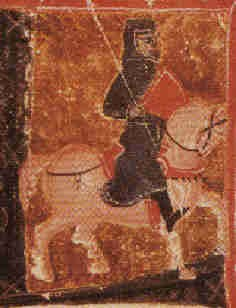
El trobador Bertran de Born

Les paraules i construccions catalanes en documents quotidians com testaments, actes o vendes s'observen al segle ix. Aquest fet indica que la llengua oral de qui redactava l'escrit era ben diferent d'aquella en què s'escrivia. A finals del segle ix, es comencen a trobar algunes mostres de trets típics del català enmig de textos en llatí. Per exemple, en l'acta de consagració de la catedral d'Urgell redactada al darrer terç del segle ix, apareix el nom de Palomera en llatí Palumbaria. En un altre text, aquest ja de principis del segle xi, apareix enmig d'un text llatí, del 1034, el nom de set arbres fruiters en català:
| « | morers III et oliver I et noguer I et pomer I et amendolers IIII et pruners et figuers... | » |

Aquest mateix segle, es produeix una decisió important per a les llengües romàniques: l'Església decidia en el concili de Tours que calia traduir les homilies in rusticam Romanam lingua per tal que els feligresos entenguessin alguna cosa de la Paraula. La denominació del català preliterari entra en joc, i s'entén que és el català oral que devia servir de vehicle de comunicació entre els habitants de la part nord-est del Principat, ençà i dellà dels Pirineus, des de mitjans del segle vii.
Els primers documents feudals escrits íntegrament en català es troben en el segle xi. Entre els textos més antics que es conserven totalment en català, hi ha el Jurament de Radulf Oriol, escrit entre 1028 i 1047 i els Greuges de Caboet, escrit entre 1080 i 1095. Del 1098, data el Jurament de Pau i Treva del comte Pere Ramon de Pallars Jussà al bisbe d'Urgell.
El segle xii trobem altres documents feudals com els Greuges dels homes de Sant Pere de Graudescales i els Greuges dels Homes d'Hostafrancs de Sió, que com els Greuges de Caboet, procedeixen de l'àrea antiga del bisbat d'Urgell. Al mateix segle, sorgeixen les primeres traduccions o adaptacions d'origen jurídic, com el Liber iudiciorum (Llibre Jutge o Llibre dels judicis), la més antiga es conserva a l'Arxiu Capitular d'Urgell, a la Seu d'Urgell, i data de la primera meitat del segle xii, paleogràficament i lingüísticament.; una altra que data paleogràficament de finals del segle xii, conservat a la Biblioteca de l'Abadia de Montserrat, i es creu que és una còpia d'una traducció de mitjans del segle xii.
A finals del segle xii o principis del segle xiii, sorgeixen les Homilies d'Organyà (comentari en català d'uns passatges de l'Evangeli, escrits en llatí), considerat el primer text literari escrit originàriament en català, ja que els anteriors citats no són considerats literaris, i és una col·lecció de sermons conservada en aquesta població. Tant el Forum com les Homilies s'havien considerat tradicionalment els primers textos en català.
Tot i que és anterior, la Cançó de Santa Fe, escrita entre 1054 i 1076, no rep la consideració de ser el primer text literari en català perquè hi ha dubtes sobre si el text és en català o occità. Es tracta d'una hagiografia de Santa Fe d'Agen contada en 593 versos octosil·làbics, dividida en un nombre variable de cobles consonants segons les versions (de 41 a 55).

#### Una llengua per al dret i el comerç

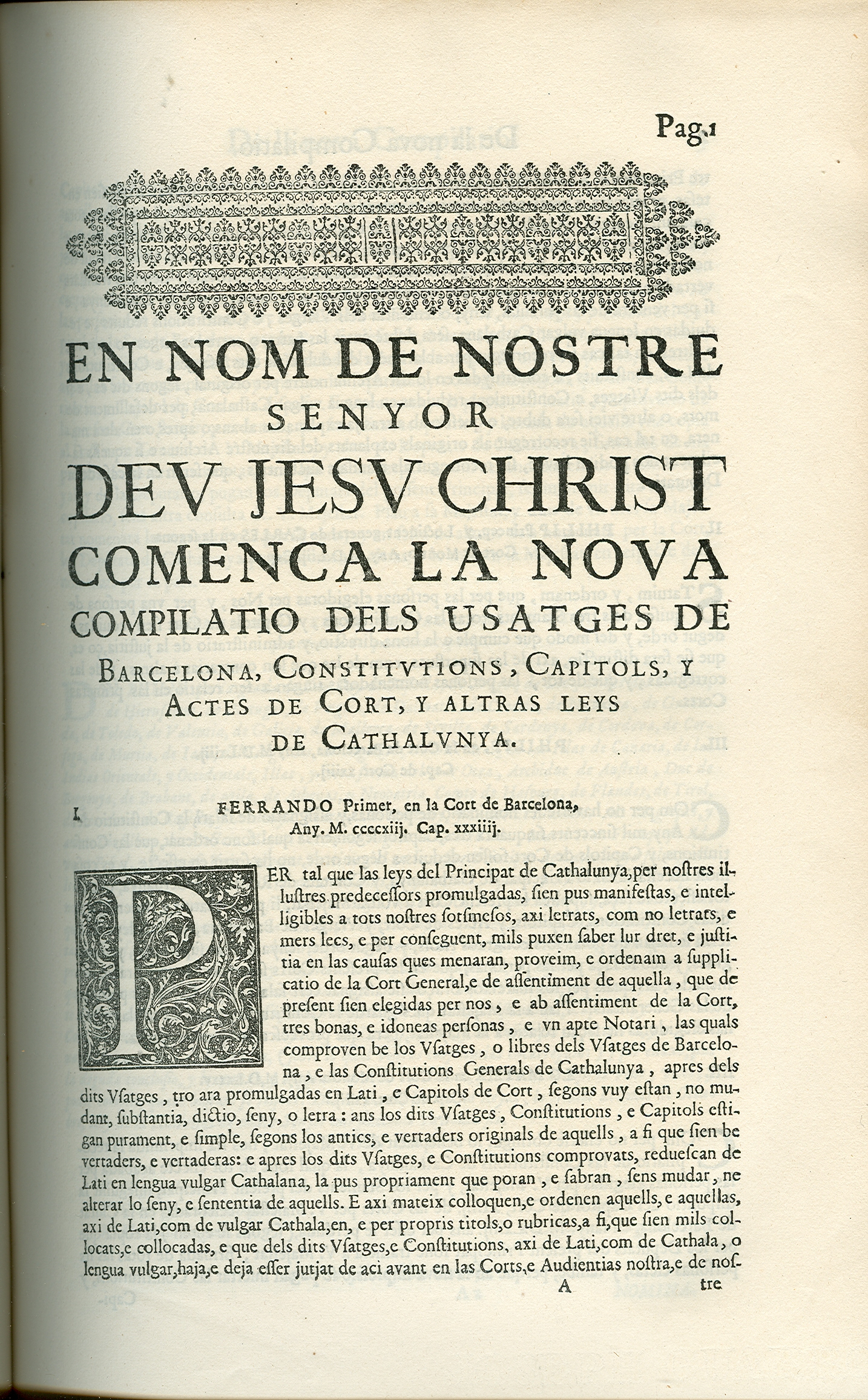
Compilació dels Usatges de Barcelona, i de les Constitucions catalanes, Capítols, Actes de cort i altres Lleis de Catalunya de les Corts de Barcelona (1413) (edició impresa).

A principis del segle xiii, ja sovintegen els textos en català. Es tracta de textos jurídics i comercials. Catalunya, sota l'hegemonia del casal dels comtes de Barcelona, anava adquirint fesomia pròpia i independent i, al mateix temps, s'anava vertebrant: les ciutats creixien i la vida comercial esdevenia un dels eixos de la vida econòmica. En aquest context, els pactes feudals o les lleis franques esdevenien inadequades i era necessari adaptar-les a la nova situació.
Entre els textos jurídics, cal destacar els Usatges de Barcelona (originàriament escrits en llatí, però en tenim una traducció catalana de la segona meitat del xiii). A València, i responent a la necessitat d'organitzar jurídicament el territori acabat de conquerir, va aparèixer un text de gran importància jurídica i lingüística: els Furs de València (en llatí el 1261 i traduïts al català tot seguit). Es tracta d'un tractat jurídic que estableix els costums i lleis per a la regulació quotidiana. Igualment, és de la segona meitat del segle xiii el llibre Costums de Tortosa, codi de dret.

#### L'aparició de la prosa literària. Ramon Llull

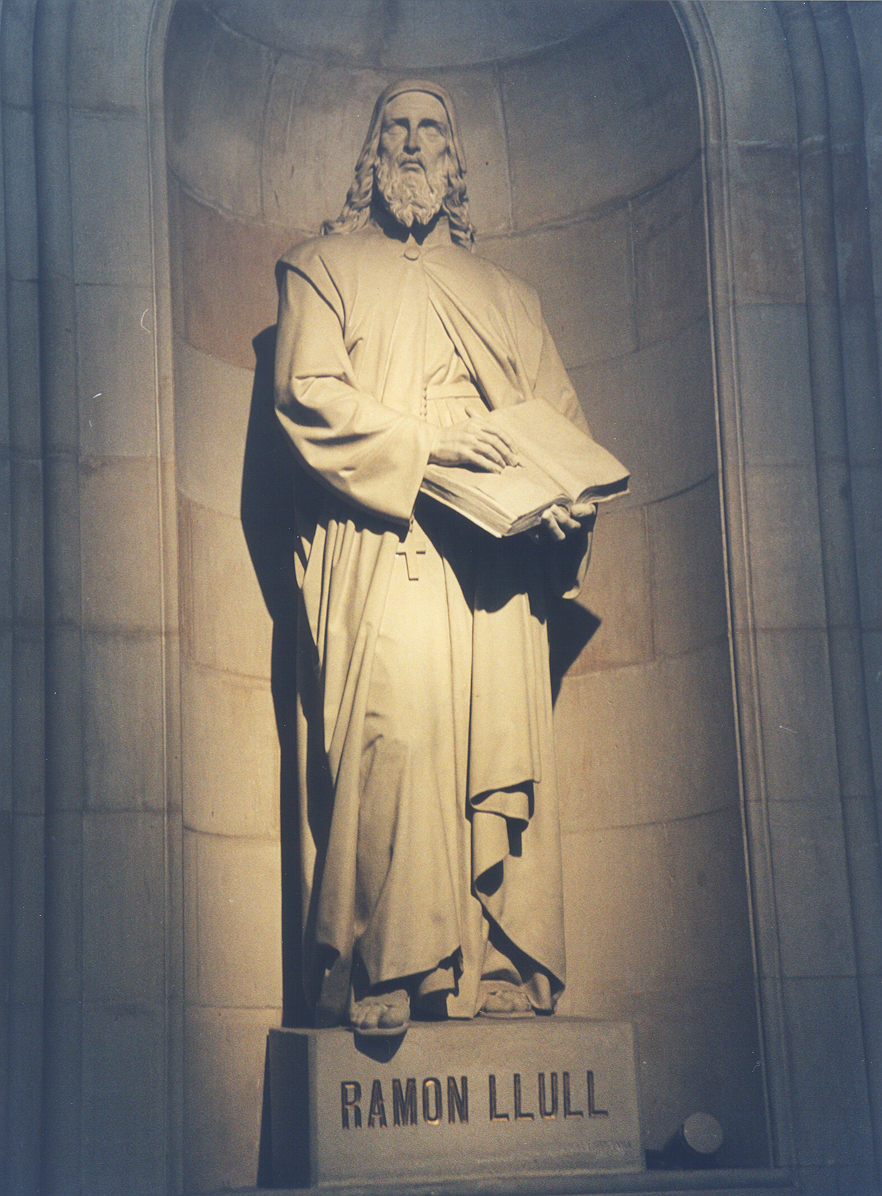
Estàtua de Ramon Llull al vestíbul de la Universitat de Barcelona.

Ramon Llull (Mallorca 1232-1315) és el creador de la prosa literària en llengua catalana. És el primer escriptor europeu que utilitza una llengua romànica popular per a tractar sobre temes que fins llavors eren reservats al llatí: filosofia, ciència, etc. Això ho va fer per no reduir la seva obra al camp de la gent que coneixia llatí.
Llull, però, no va partir de zero. Hi havia obres anteriors en català i contemporànies, però cap d'aquestes té la seva qualitat i importància. Entre les seves obres destaquen: el Llibre de contemplació en Déu, El Blanquerna, el Llibre d'Amic e Amat, el Llibre de l'orde de cavalleria, etc.

#### La historiografia. Les quatre grans cròniques
A mitjan segle xii, al costat de les cròniques llatines de caràcter erudit i monacal, apareixen a Catalunya unes cròniques de tipus popular per a ser memoritzades i recitades. Destaquen en català les denominades quatre grans cròniques: la de Jaume I, la de Bernat Desclot, la de Ramon Muntaner i la de Pere el Cerimoniós. Es caracteritzen pel fet d'historiar esdeveniments contemporanis o bé immediatament anteriors (la història catalana dels segles xiii-xiv).
Les quatre grans cròniques representen la maduresa definitiva de la prosa catalana iniciada amb Ramon Llull, i des d'un punt de vista ideològic s'entrelluca en totes aquestes un sentiment patriòtic i nacionalista desconegut en la literatura anterior.

#### L'expansió peninsular i mediterrània

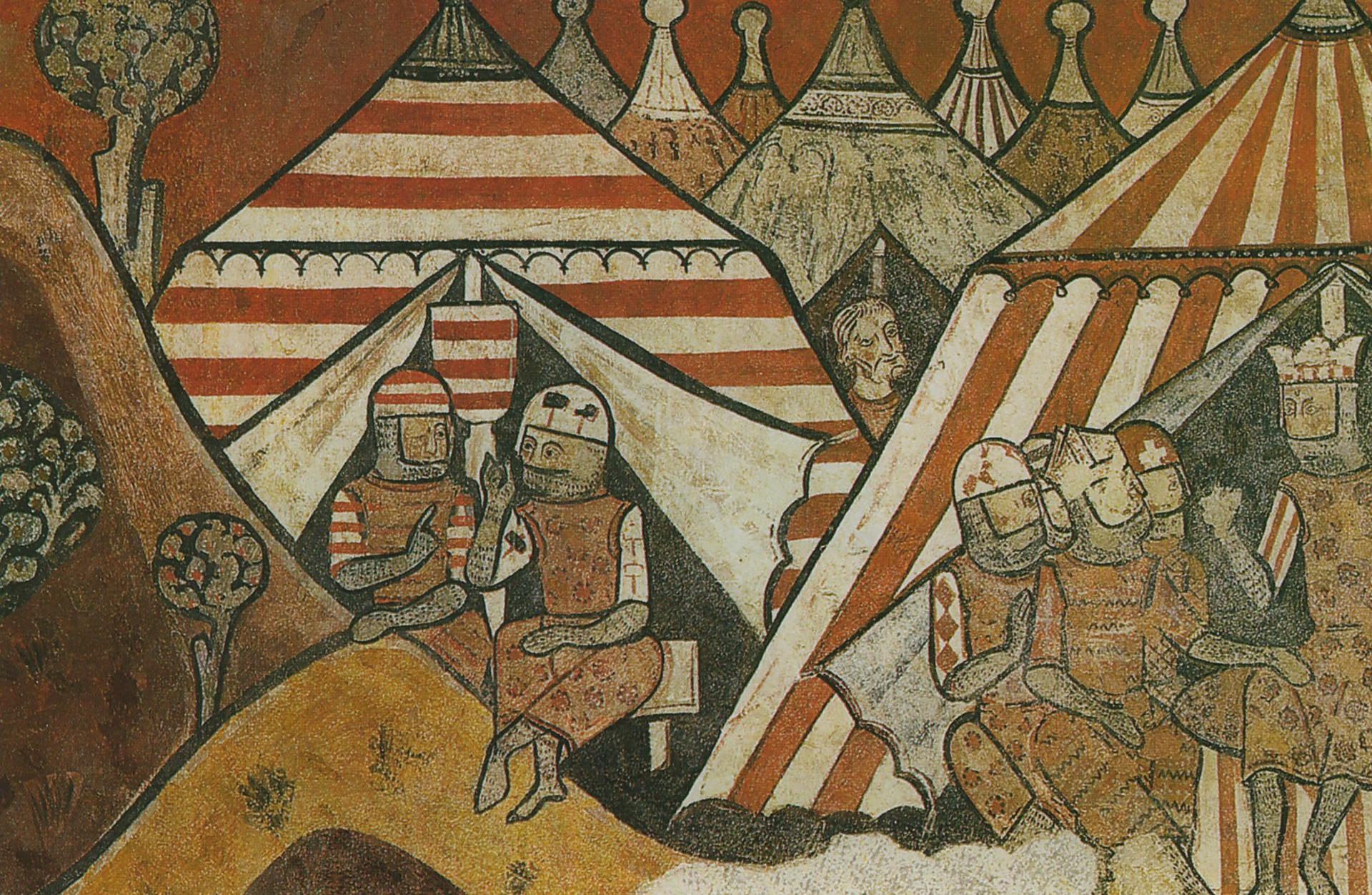
La conquesta de Mallorca

L'elaboració de les quatre grans cròniques s'ha de relacionar amb l'expansió de la Corona d'Aragó més enllà de les seves fronteres. A la Península, Jaume I el Conqueridor fou un dels impulsors de la conquesta. En destaquen la conquesta de Mallorca, el 1229 (repoblada per gent de l'Empordà i la Catalunya Vella), València, durant el període 1233-1245 (els nuclis urbans i costaners foren repoblats per catalans i les terres de l'interior per aragonesos, aragonesoparlants, cosa que explica la formació de dues àrees idiomàtiques al País Valencià), Sicília, el 1282, Sardenya, el 1327 (sobretot la ciutat de l'Alguer, repoblada totalment per catalans) i finalment Grècia i Neopàtria, a inicis del XIV.
En alguns territoris, com les Balears i València, arrelà el català. En d'altres com l'Alguer, s'ha conservat amb dificultats. I en llocs com Grècia, el català no hi aconseguí arrelar.

#### La llengua de la poesia

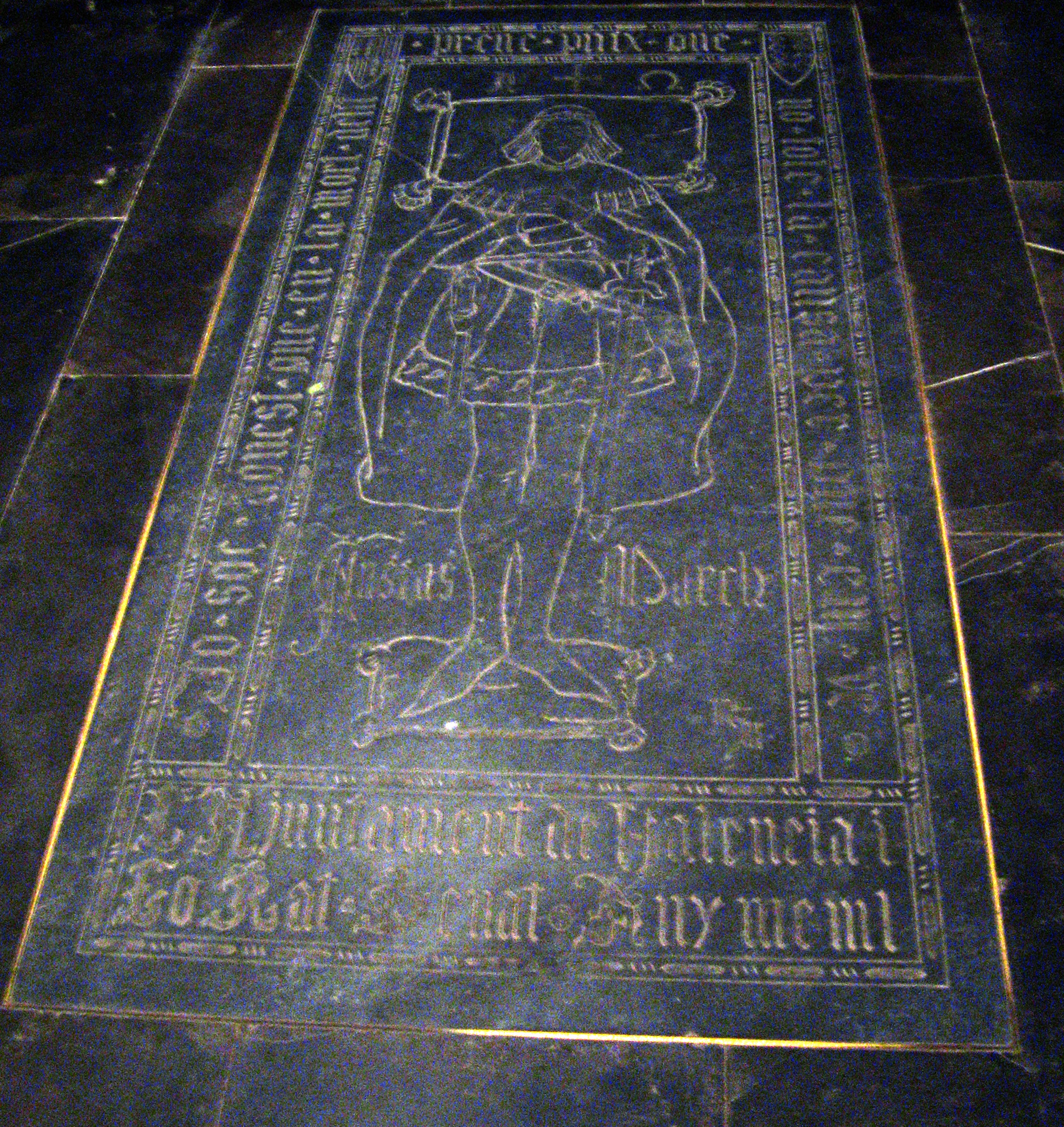
Tomba d'Ausiàs March a la Catedral de València.

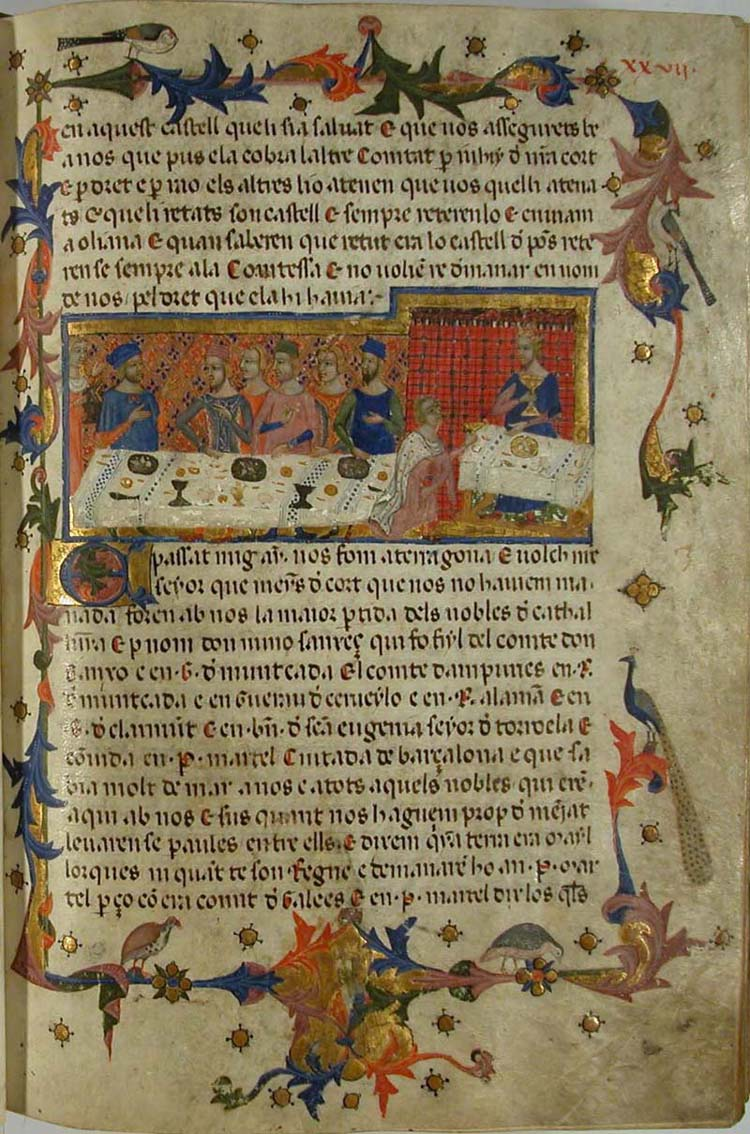
Llibre dels Fets

Fins que, al segle xv, Ausiàs March va començar a escriure poesia sense occitanismes, la llengua en què s'escrivia la poesia a la Corona d'Aragó era l'occità, però no era una forma d'occità de cap localització geogràfica concreta: era una llengua koiné literària, sovint artificial, comuna de totes les corts occitanes. El món català i l'occità, durant els segles xii i xiii, estaven molt relacionats. Si actualment el català i l'occità són dues llengües molt semblants, en aquella època ho eren molt més i, per tant, els poetes catalans no devien tenir gaires dificultats per escriure en occità.
La batalla de Muret (1213) va significar l'inici de la decadència de la societat occitana i la seva llengua. Tot i així, des de Catalunya sorgiren iniciatives que allargaren la vida de l'occità com a llengua de la poesia. No obstant això, els poemes fets per autors catalans a finals del xiv i començaments del xv estaven força plens de catalanismes. Es parla d'un procés de catalanització i de desprovençalització de la poesia catalana d'aquesta època.

#### La Cancelleria Reial
Pere III el Cerimoniós (1319-1387) s'adonà que existia un estret lligam entre poder i llengua, i per això es proposà de reformar la Cancelleria Reial, creada per Jaume el Conqueridor en 1218 com a un organisme administratiu i burocràtic. Amb la reforma de Pere III, entraven a treballar a la Cancelleria reial gent molt preparada en els camps de la teologia, el dret, l'escriptura, etc. La seva tasca era redactar els documents oficials, que aviat foren considerats models de bon escriure.
Aviat, el català de la Cancelleria reial esdevingué una mena de llengua acadèmica, ja que era la llengua dels discursos i dels documents que signava el rei, i això la legitimava i feia que fos acceptada incondicionalment en tots els territoris de la Corona. La prosa de la Cancelleria reial fou un factor important d'unitat de la llengua administrativa i literària.
Acabà sent una mena de model supradialectal: bastida sobre la modalitat dialectal del barceloní, fou acceptada per tots els escriptors com una mena de forma estàndard.

## Els jueus catalans
Els jueus catalans històrics són les poblacions de religió jueva que es varen desenvolupar a l'edat mitjana a Catalunya.
No sé sap quan varen començar a establir-se a Catalunya ni en quina mesura ho varen fer per conversió o per emigració.
La resta jueva més antiga de Catalunya és una pedra del segle iv amb un text trilingüe hebreu, llatí i grec on hi deia Pau sobre Israel i sobre nosaltres i els nostres fills, amén on entre altres dibuixos hi havia un canelobre de set braços. Però no és fins als temps de Carles el Calb que es troba la primera referència directa a un habitant jueu anomenat "Judà" o "Judacot" i que era emissari del rei a Barcelona.
La seva població va augmentar en els segles posteriors i varen establir calls a Girona, Lleida (també anomenat La Cuïrassa), Cervera, Tortosa, Manresa, Tarragona, Perpinyà, Vilafranca del Penedès. En algunes poblacions hi havia dos calls. A Barcelona hi havia el Call Major o de la Volta i el Call de Sanaüja o de N'Àngela. A Cervera el Call Antic, Vell o Sobirà i el Call Nou o Jussà. Balaguer i Besalú també tingué població jueva.
Els jueus catalans eren considerats propietat directa del rei, de manera que aquests no havien d'estar subjectes als nobles i al sistema feudal que afectava els cristians. D'aquesta forma, el rei se'n servia per a cobrar-los impostos especials i obligar-los a fer-li préstecs. La posició de la corona era la d'afavorir la seva existència per tal de tenir algú capaç de desenvolupar les tasques de metge i prestador que eren feines considerades impures pels cristians. Tanmateix, després dels avalots de 1391 calls sencers varen ser destruïts i malgrat els intents mai es va poder recuperar la població jueva de Barcelona. Va ser llavors que la major part de la població jueva de Catalunya va emigrar al Regne d'Aragó, fet que explicaria per què havent-hi hagut una població tan destacada al segle xiv després de l'expulsió del jueus final forçada de 1492 no s'ha pogut observar rastres del català en la diàspora.
Els jueus de Catalunya tenien l'obligació de ser identificats amb una rodella distintiva a la roba.

### Catalànic
Els jueus catalans parlaven principalment català. L'hebreu només el feien servir litúrgicament i en escrits cultes per ser entesos per altres comunitats jueves (està documentada una consulta del segle ix dels jueus de la ciutat al mestre Rab Amram, de Babilònia, sobre temes religiosos i legals). No eren araboparlants, però el seu major coneixement va facilitar que fossin contractats com a funcionaris per l'administració catalans tot i que les lleis més restrictives del 1283 en el Recognoverunt proceres els va fer desaparèixer d'aquesta àrea.
Els escrits que han deixat contenien tot sovint traduccions directes de l'hebreu així com d'altres paraules típiques també dels altres parlars romànics dominats per jueus. Aquest dialecte social és anomenat catalànic.

### Jueus catalans destacats
Categoria principal: jueus catalans medievals
- Jacob ben David ben Yomtob
- Bonastruc ça Porta
- Shlomo ben Adret
- Jafudà Bonsenyor